# Discographie de Motörhead
La discographie de Motörhead, se compose de 23 albums studio, 13 albums enregistrés en live, 12 compilations et de 29 singles.
Le groupe est formé en 1975 à Londres par le bassiste et chanteur Lemmy Kilmister, après son départ d'Hawkwind. Motörhead publie son premier album en 1977, qui se classe à la 43e position au Royaume-Uni.
En 1978, Motörhead signe avec le label Bronze Records, dont les premières publications furent Overkill et Bomber, sorties la même année, en 1979. Les deux albums suivants, Ace of Spades (1980) et Iron Fist (1982), se classent au TOP 10 des charts britanniques, atteignant respectivement la 4e et 6e position. En 1981, le groupe atteint pour la première fois le sommet des charts avec un album enregistré en live, No Sleep 'til Hammersmith. La même année, Motörhead collabore avec le groupe féminin Girlschool, sous le nom de Headgirl. Ensemble, ils publient l'EP St. Valentine's Day Massacre le 1er février 1981 où le disque se classe 5e dans les charts britanniques.
En 1982, Eddie Clarke quitte le groupe et est remplacé par le guitariste de Thin Lizzy, Brian Robertson. En 1984, Robertson est remplacé par Phil Campbell. Pour l'album Orgasmatron sorti en 1986, le groupe passe de 3 à 4 membres, avec Würzel à la guitare et Pete Gill à la batterie. L'année suivante, Phil Taylor revient à la batterie pour enregistrer avec le groupe l'album, Rock 'n' Roll (1987) ainsi que 1916 paru en 1991. Phil Taylor est renvoyé durant l'enregistrement de l'album March ör Die en 1992 et est remplacé par Mikkey Dee.
Les trois albums suivants du groupe : Bastards (1993), Sacrifice (1995) et Overnight Sensation (1996), échouent au classement au Royaume-Uni et il faudra attendre au groupe avec l'album Snake Bite Love (1998) pour atteindre de nouveau le classement.

## Formations
Motörhead I (1975 - 1976)
- Lemmy Kilmister: chant, basse
- Larry Wallis: guitare, chant, chœurs
- Philthy Animal Taylor: batterie, percussions
- Lucas Fox: batterie, percussions

Motörhead II (1976 - 1982)
- Lemmy Kilmister: chant, basse
- Fast Eddie Clarke: guitare, chœurs
- Philthy Animal Taylor: batterie, percussions

Motörhead III (1982 - 1983)
- Lemmy Kilmister: chant, basse
- Brian Robertson: guitare, chœurs
- Philthy Animal Taylor: batterie, percussions

Motörhead IV (1984 , 1987 - 1992)
- Lemmy Kilmister: chant, basse
- Phil Campbell: guitare, chœurs
- Philthy Animal Taylor: batterie, percussions
- Michael "Würzel" Burston: guitares, chœurs

Motörhead V (1984 - 1987)
- Lemmy Kilmister: chant, basse
- Phil Campbell: guitare, chœurs
- Peter Gill: batterie, percussions
- Michael "Würzel" Burston: guitares, chœurs

Motörhead VI (1992)
- Lemmy Kilmister: chant, basse
- Phil Campbell: guitare, chœurs
- Tommy Aldridge: batterie, percussions
- Philthy Animal Taylor: batterie, percussions
- Mikkey Dee: batterie, percussions
- Michael "Würzel" Burston: guitares, chœurs

Motörhead VII (1992 - 1995)
- Lemmy Kilmister: chant, basse
- Phil Campbell: guitare, chœurs
- Mikkey Dee: batterie, percussions
- Michael "Würzel" Burston: guitares, chœurs

Motörhead VIII (1995 - 2015)
- Lemmy Kilmister: chant, basse
- Phil Campbell: guitare, chœurs
- Mikkey Dee: batterie, percussions

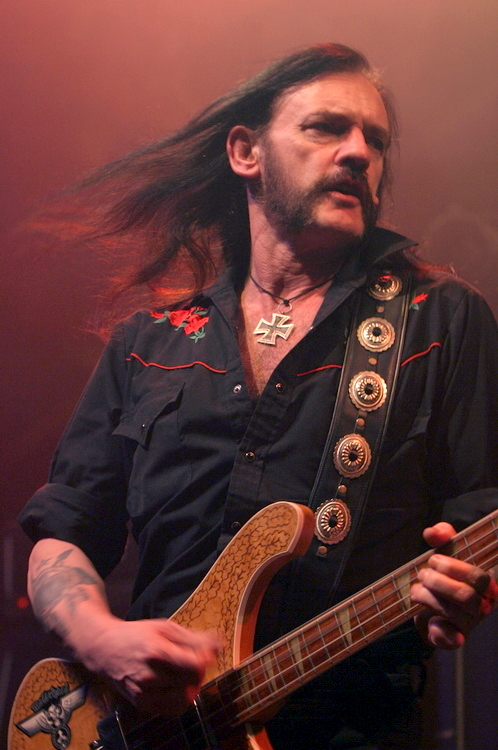
Lemmy Kilmister.
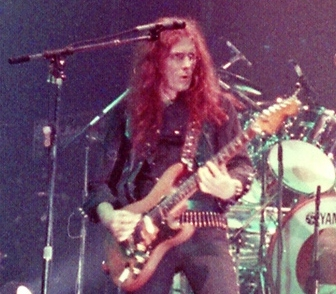
"Fast" Eddie Clarke
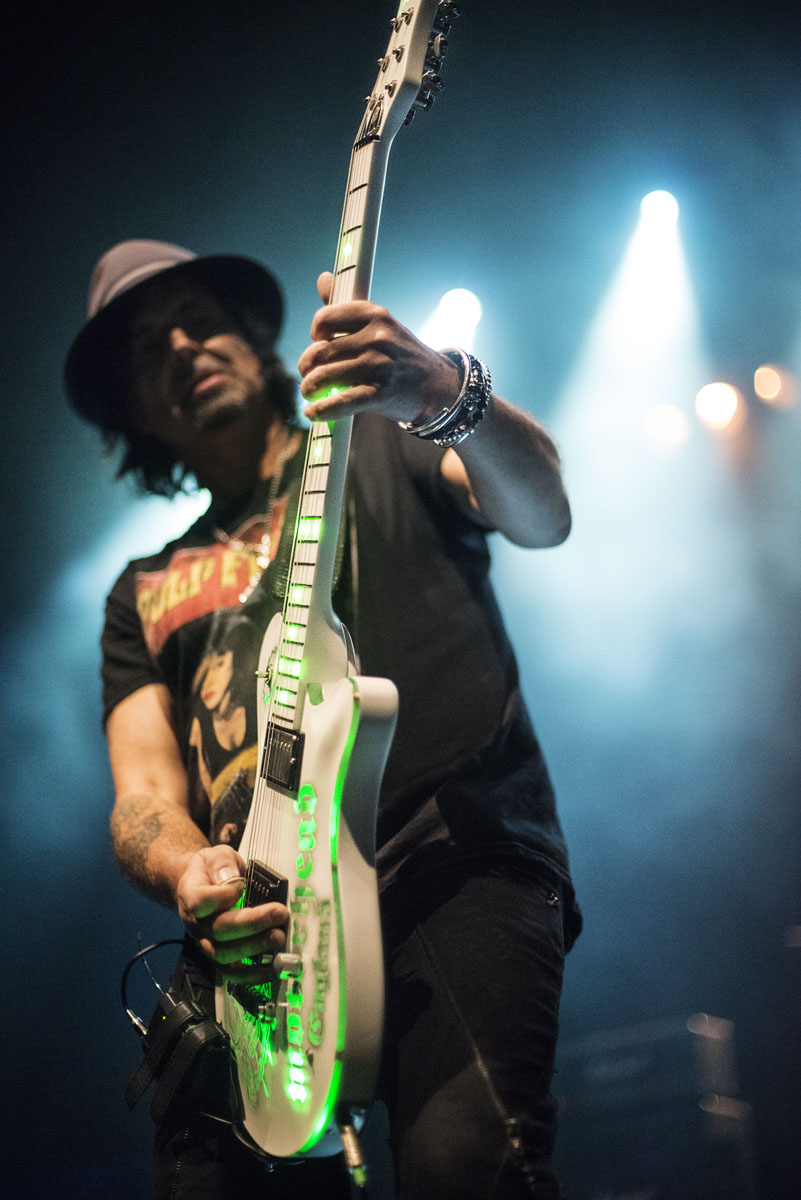
Phil Campbell
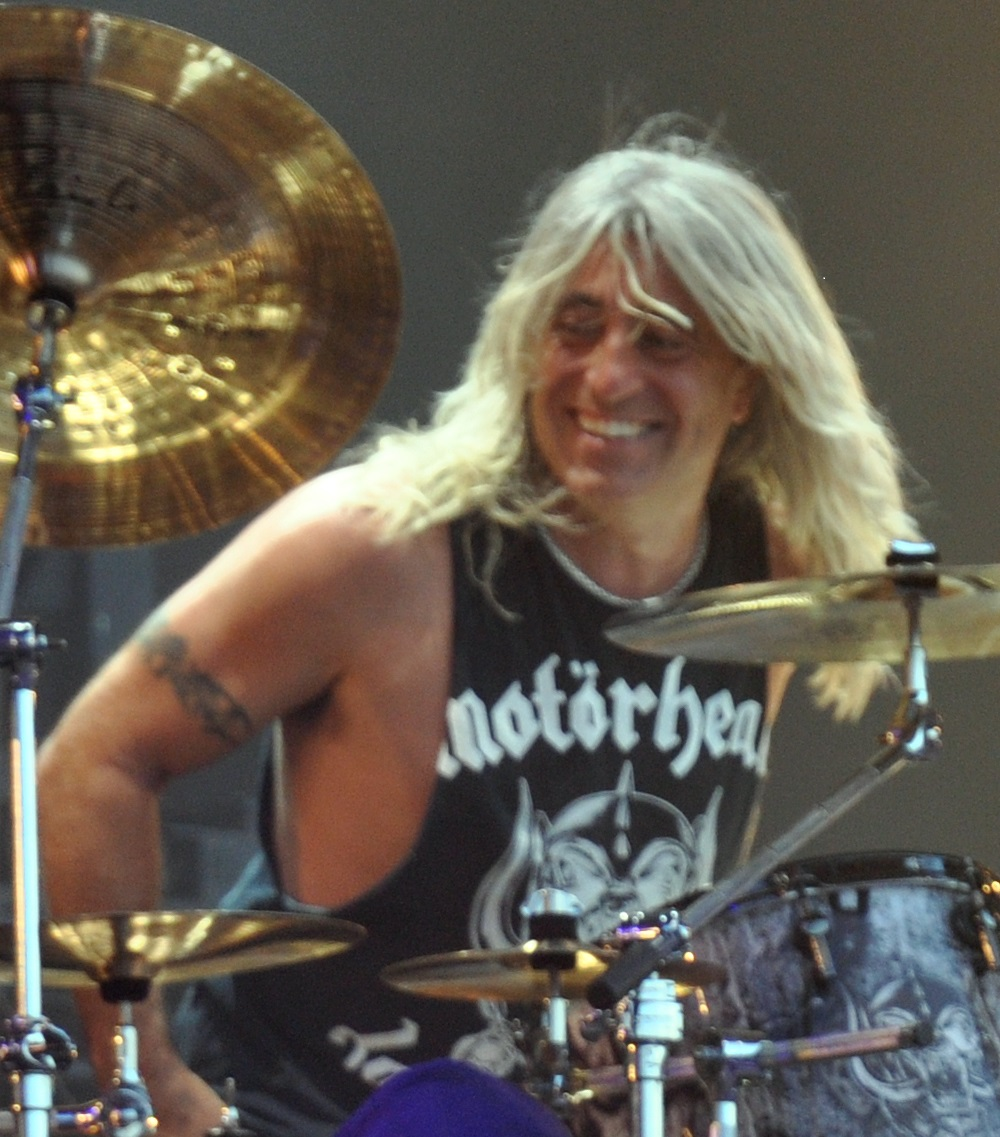
Mikkey Dee
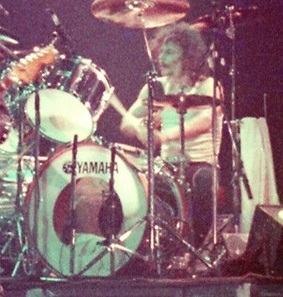
"Philthy Animal" Taylor
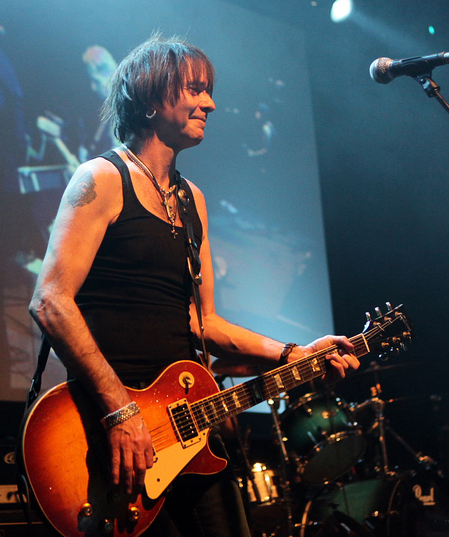
Brian Robertson

## Albums

### Albums studio
| Album | Charts | Charts | Charts | Charts | Charts    | Charts | Charts | Charts | Charts | Charts | Charts | Charts | Charts | Charts | Charts | Charts | Certifications |
| Album | RU     | ALL    | AUS    | AUT    | (V)/(W) , | CAN ,  | ESP    | FIN    | FRA    | ITA    | NOR    | N-Z    | P-B    | SWE    | SUI    | USA ,  | Certifications |
| --- | ------ | ------ | ------ | ------ | --------- | ------ | ------ | ------ | ------ | ------ | ------ | ------ | ------ | ------ | ------ | ------ | -------------- |
| Motörhead - Sortie: 27 août 1978 - label: Chiswick Records - Formation: Motörhead II                     | 43     | —      | —      | —      | —         | —      | —      | —      | —      | —      | —      | —      | —      | —      | —      | —      | Argent         |
| Overkill - Sortie: 24 mars 1979 - label: Bronze Records - Formation: Motörhead II                        | 24     | 96     | —      | —      | 168/—     | —      | —      | —      | 17     | —      | —      | —      | —      | —      | —      | —      | Argent         |
| Bomber - Sortie: 27 octobre 1979 - label: Bronze Records - Formation: Motörhead II                       | 12     | —      | —      | —      | —         | —      | —      | —      | 198    | —      | —      | —      | —      | —      | —      | —      | Argent         |
| On Parole (Non officiel) - Sortie: 8 décembre 1979 - label: United Artists - Formation: Motörhead I      | 65     | —      | —      | —      | —         | —      | —      | —      | —      | —      | —      | —      | —      | —      | —      | —      | —              |
| Ace of Spades - Sortie: 8 novembre 1980 - label: Bronze Records - Formation: Motörhead II                | 4      | 10     | —      | 42     | 50/51     | 29     | 36     | 40     | —      | —      | 37     | —      | —      | —      | 39     | —      | Or             |
| Iron Fist - Sortie: 17 avril 1982 - label: Bronze Records - Formation: Motörhead II                      | 6      | 27     | —      | —      | —         | —      | —      | —      | —      | —      | 4      | 23     | 26     | 25     | —      | 174    | Argent         |
| Another Perfect Day - Sortie: 4 juin 1983 - label: Bronze Records - Formation: Motörhead III             | 20     | 31     | —      | —      | —         | —      | —      | —      | —      | —      | —      | —      | 39     | 18     | —      | 153    | —              |
| Orgasmatron - Sortie: 9 août 1986 - label: GWR Records - Formation: Motörhead V                          | 21     | 47     | —      | —      | —         | —      | —      | —      | —      | —      | —      | 69     | —      | —      | —      | —      |                |
| Rock 'n' Roll - Sortie: 5 septembre 1987 - label: GWR Records - Formation: Motörhead IV                  | 34     | 33     | —      | —      | —         | —      | —      | —      | —      | —      | —      | —      | 69     | 41     | —      | 150    | —              |
| 1916 - Sortie: 25 février 1991 - label: WTG Records - Formation: Motörhead IV                            | 24     | 14     | —      | —      | —         | —      | —      | —      | —      | —      | —      | —      | —      | 23     | 24     | 142    | —              |
| March ör Die - Sortie: 14 août 1992 - label: WTG Records - Formation: Motörhead VI                       | 60     | 21     | —      | 16     | —         | —      | —      | —      | —      | —      | —      | —      | —      | 42     | 18     | —      | —              |
| Bastards - Sortie: 29 novembre 1993 - label: ZYX Music - Formation: Motörhead VII                        | —      | 28     | —      | —      | —         | —      | —      | —      | —      | —      | —      | —      | —      | 48     | —      | —      | —              |
| Sacrifice - Sortie: 27 mars 1995 - label: SPV/Steamhammer - Formation: Motörhead VII                     | —      | 31     | —      | —      | —         | —      | —      | —      | —      | —      | —      | —      | —      | 36     | —      | —      | —              |
| Overnight Sensation - Sortie: 15 octobre 1996 - label: SPV GmbH - Formation: Motörhead VIII              | —      | 70     | —      | —      | —         | —      | —      | 39     | —      | —      | —      | —      | —      | 60     | —      | —      | —              |
| Snake Bite Love - Sortie: 10 mars 1998 - label: SPV GmBh - Formation: Motörhead VIII                     | —      | 47     | —      | —      | —         | —      | —      | —      | —      | —      | —      | —      | —      | 49     | —      | —      | —              |
| We Are Motörhead - Sortie: 16 mars 2000 - label: SPV/Steamhammer - Formation: Motörhead VIII             | —      | 21     | —      | —      | —         | —      | —      | 39     | —      | —      | —      | —      | —      | 33     | —      | —      | —              |
| Hammered - Sortie: 9 avril 2002 - label: Sanctuary Records - Formation: Motörhead VIII                   | —      | 39     | —      | —      | —         | —      | —      | 34     | 113    | —      | —      | —      | —      | 18     | —      | —      | —              |
| Inferno - Sortie: 22 juin 2004 - label: SPV/Steamhammer - Formation: Motörhead VIII                      | 95     | 10     | —      | 44     | 74/—      | —      | —      | 17     | 58     | —      | —      | —      | —      | 34     | 36     | —      | —              |
| Kiss of Death - Sortie: 29 août 2006 - label: SPV/Steamhammer - Formation: Motörhead VIII                | 45     | 4      | —      | 20     | 82/—      | —      | —      | 16     | 37     | 42     | 9      | —      | 64     | 13     | —      | *20    | —              |
| Motörizer - Sortie: 26 août 2008 - label: SPV/Steamhammer - Formation: Motörhead VIII                    | 32     | 5      | —      | 13     | 55/70     | —      | —      | 9      | 24     | 47     | 11     | —      | 58     | 10     | 11     | 82/*5  | —              |
| The Wörld is Yours - Sortie: 10 décembre 2010 - label: UDR / Motörhead Music - Formation: Motörhead VIII | 45     | 25     | —      | 34     | —         | 87     | 24     | 15     | 89     | 40     | —      | —      | 24     | 24     | 94/*12 | —      |                |
| Aftershock - Sortie: 18 octobre 2013 - label: UDR / Motörhead Music - Formation: Motörhead VIII          | 115    | 5      | —      | 7      | 37/26     | 22     | 23     | 5      | 14     | 24     | 6      | 33     | 64     | 8      | 6      | 22/*2  | —              |
| Bad Magic - Sortie: 28 octobre 2015 - label: UDR / Motörhead Music - Formation: Motörhead VIII           | 10     | 1      | 29     | 1      | 9/12      | 10     | 10     | 1      | 16     | 12     | 7      | 25     | 7      | 4      | 2      | 35/*3  | —              |
| "—" indique que l'album n'entra pas dans les classements musicaux de ces pays.                           |        |        |        |        |           |        |        |        |        |        |        |        |        |        |        |        |                |

Note: les classements précédés d'un astérisque dans les charts américains indique que le classement provient des albums sortis sur un Label indépendant (Independent record label).

### Albums en public
| Album | Charts | Charts | Charts | Charts | Charts | Charts | Charts | Charts | Charts | Charts | Charts | Charts | Charts | Charts | Charts | Certifications |
| Album | RU     | ALL    | AUT    | (V)    | (W)    | ESP    | FIN    | FRA    | ITA    | NOR    | N-Z    | P-B    | SWE    | SUI    | USA    | Certifications |
| --- | ------ | ------ | ------ | ------ | ------ | ------ | ------ | ------ | ------ | ------ | ------ | ------ | ------ | ------ | ------ | -------------- |
| No Sleep 'til Hammersmith - Sortie: 27 juin 1981 - Enregistré en 1981 - label: Bronze Records - Formation: Motörhead II                                                                          | 1      | 4      | 26     | 128    | 41     | 40     | 29     | —      | —      | 24     | 28     | —      | 27     | 17     | —      | Or             |
| What's Word Worth - Sortie: 5 mars 1983 - Enregistré en 1978 - label: Big Beat Records - Formation: Motörhead II                                                                                 | 71     | —      | —      | —      | —      | —      | —      | —      | —      | —      | —      | —      | —      | —      | —      | —              |
| Nö Sleep at All - Sortie: 15 octobre 1988 - Enregistré en 1988 - label: GWR Records - Formation: Motörhead IV                                                                                    | 79     | —      | —      | —      | —      | —      | —      | 59     | —      | —      | —      | —      | —      | —      | —      | —              |
| Live at Brixton '87 - Sortie: 12 avril 1994 - Enregistré en 1987 - label: Roadrunner Records - Formation: Motörhead IV                                                                           | —      | —      | —      | —      | —      | —      | —      | —      | —      | —      | —      | —      | —      | —      | —      | —              |
| Everything Louder Than Everyone Else - Sortie: 9 mars 1999 - Enregistré en 1998 - label: SPV/Steamhammer - Formation: Motörhead VIII                                                             | —      | —      | —      | —      | —      | —      | —      | —      | —      | —      | —      | —      | —      | —      | —      | —              |
| Live at Brixton Academy - Sortie: 9 décembre 2003 - Enregistré en 2000 - label: SPV/Steamhammer - Formation: Motörhead VIII + invités                                                            | —      | —      | —      | —      | —      | —      | —      | —      | —      | —      | —      | —      | —      | —      | —      | —              |
| BBC Live & In-Session - Sortie: 20 septembre 2005 - Enregistré entre 1978 et 1986 - label: Sanctuary Records - Formation: Motörhead II & V                                                       | —      | —      | —      | —      | —      | —      | —      | —      | —      | —      | —      | —      | —      | —      | —      | —              |
| Better Motörhead than Dead - Sortie: 16 juillet 2007 - Enregistré en 2005 - label: SPV/Steamhammer - Formation: Motörhead VIII                                                                   | —      | 74     | —      | —      | —      | —      | —      | 176    | —      | —      | —      | —      | —      | —      | —      | —              |
| The Wörld Is Ours - Vol 1 - Everywhere Further Than Everyplace Else - Sortie: 22 novembre 2011 - Enregistré en 2010 et 2011 - label: UDR / Motörhead Music - Formation: Motörhead VIII + invités | —      | 51     | —      | —      | —      | —      | 32     | —      | —      | —      | —      | —      | —      | —      | —      | —              |
| The Wörld Is Ours - Vol 2 - Anyplace Crazy As Anywhere Else - Sortie: 21 septembre 2012 - Enregistré en 2011 - label: UDR / Motörhead Music - Formation: Motörhead VIII                          | —      | 44     | —      | —      | —      | —      | —      | —      | —      | —      | —      | —      | —      | —      | —      | —              |
| Clean Your Clock - Sortie: 10 juin 2016 - Enregistré en 2015 - label: UDR / Motörhead Music - Formation: Motörhead VIII                                                                          | 36     | 2      | 6      | 20     | 29     | 27     | 9      | 77     | 55     | 18     | —      | 75     | —      | 15     | *46    | —              |
| Louder Than Noise...Live in Berlin - Sortie: 23 avril 2021 - Enregistré en 2012 - label: UDR / Motörhead Music - Formation: Motörhead VIII                                                       | —      | 4      | 11     | 125    | 69     | —      | 34     | 128    | —      | —      | —      | —      | —      | 7      | —      | —              |
| The Löst Tapes Vol. 1 (Live In Madrid 1995) - Sortie: 8 mai 2021 - Enregistré en 1995 - label: BMG Rights Management Ltd - Formation: Motörhead VII                                              | —      | —      | —      | —      | —      | —      | —      | —      | —      | —      | —      | —      | —      | —      | —      | —              |
| The Löst Tapes Vol. 2 (Live In Norwich 1998) - Sortie: 24 décembre 2021 - Enregistré en 1998 - label: BMG Rights Management Ltd - Formation: Motörhead Motörhead VIII                            | —      | —      | —      | —      | —      | —      | —      | —      | —      | —      | —      | —      | —      | —      | —      | —              |
| The Löst Tapes Vol. 3 (Live In Malmö 2000) - Sortie: 8 mai 2022 - Enregistré en 2000 - label: BMG Rights Management Ltd - Formation: Motörhead Motörhead VIII                                    | —      | —      | —      | —      | —      | —      | —      | —      | —      | —      | —      | —      | —      | —      | —      | —              |
| "—" indique que l'album n'entra pas dans les classements musicaux de ces pays. |        |        |        |        |        |        |        |        |        |        |        |        |        |        |        |                |

Note: le classement précédé d'un astérisque dans les charts américains indique que le classement provient des albums sortis sur un Label indépendant (Independent record label).

### Principales compilations
| Album                                                                                                | Charts | Charts | Charts | Charts | Charts | Charts | Charts | Charts | Charts | Charts | Charts | Charts | Charts | Certifications |
| Album                                                                                                | RU     | ALL    | AUT    | (V)    | (W)    | ESP    | FIN    | FRA    | ITA    | P-B    | SWE    | SUI    | USA    | Certifications |
| --- | ------ | ------ | ------ | ------ | ------ | ------ | ------ | ------ | ------ | ------ | ------ | ------ | ------ | -------------- |
| No Remorse - Sortie: 15 septembre 1984 - label: Bronze Records                                       | 14     | —      | —      | —      | —      | —      | —      | —      | —      | —      | —      | —      | —      | Argent         |
| The Best of Motörhead - All the Aces - Sortie: 1993 - label: Castle Communication                    | —      | —      | —      | —      | —      | —      | —      | —      | —      | —      | —      | —      | —      | —              |
| The Best of Motörhead - Sortie:26 août 2000 - label: Metal-Is Records                                | 52     | 32     | 46     | —      | —      | —      | 30     | —      | —      | —      | 74     | —      | —      | Argent         |
| Over the Top: The Rarities - Sortie: 26 septembre 2000 - label: Sanctuary Records                    | —      | —      | —      | —      | —      | —      | —      | —      | —      | —      | —      | —      | —      | —              |
| The Chase Is Better Than The Catch (The Singles A's & B's) - Sortie: 2001 - label: Sanctuary Records | —      | —      | —      | —      | —      | —      | —      | —      | —      | —      | —      | —      | —      | —              |
| Hellraiser: Best of the Epic Years - Sortie: 17 mars 2003 - label: Sony Music                        | —      | —      | —      | —      | —      | —      | 49     | —      | —      | —      | —      | —      | —      | —              |
| Stone Deaf Forever! - Sortie: 7 octobre 2003 - label: Castle Communication - Boxset 5 CD             | —      | —      | —      | —      | —      | —      | —      | —      | —      | —      | —      | —      | —      | —              |
| Under Cöver - Sortie: 1er septembre 2017 - label: Motörhead Music                                    | 19     | 4      | 14     | 32     | 45     | 24     | 13     | 45     | 62     | 87     | 11     | 7      | *44    | —              |
| 1979 - Sortie: 1er novembre 2019 - label: BMG - Boxset : 7x 12" LP, 1x 7" single                     | —      | 44     | —      | —      | —      | —      | —      | —      | —      | —      | —      | 64     | —      | —              |
| Everything Louder Forever - Sortie: 29 octobre 2021 - label: BMG                                     | —      | 6      | 12     | 92     | 42     | 48     | 21     | 74     | —      | —      | —      | 13     | —      | —              |

Note: le classement précédé d'un astérisque dans les charts américains indique que le classement provient des albums sortis sur un Label indépendant (Independent record label).

## EP& Singles

### EP's
| Album | Charts | Certifications |
| Album | RU     | Certifications |
| --- | ------ | -------------- |
| The Golden Years - Sortie: 8 mai 1980 - label: Bronze Records                                                 | 8      | —              |
| Beer Drinkers and Hell Raisers - Sortie: 22 novembre 1980 - label: Big Beat Records                           | 43     | —              |
| St. Valentine's Day Massacre - Sortie: 13 février 1981 - label: Bronze Records - EP avec le groupe Girlschool | 5      | Argent         |
| Stand by Your Man - Sortie: 1982 - label: Bronze Records - EP avec Wendy O. Williams et les Plasmatics        | —      | —              |
| '92 Tour EP - Sortie: 1er novembre 1992 - label: WTG Records                                                  | 63     | —              |

### Singles
| Année                                                                            | Titre | Position dans les chartes | Position dans les chartes | Position dans les chartes | Position dans les chartes | Position dans les chartes | Album                                                       |
| Année                                                                            | Titre | RU                        | ALL                       | N-Z                       | P-B                       | US Rock                   | Album                                                       |
| -------------------------------------------------------------------------------- | --- | ------------------------- | ------------------------- | ------------------------- | ------------------------- | ------------------------- | ----------------------------------------------------------- |
| 1977                                                                             | "Leaving Here" - Face B: "White Line Fever"                                                                    | —                         | —                         | —                         | —                         | —                         | Non album single Sera présent sur l'album On Parole en 1979 |
| 1977                                                                             | "Motorhead" - Face B: "City Kids"                                                                              | —                         | —                         | —                         | —                         | —                         | Motörhead                                                   |
| 1978                                                                             | "Louie Louie" - Face B: "Tear Ya Down"                                                                         | 68                        | —                         | —                         | —                         | —                         | Non album single                                            |
| 1979                                                                             | "Overkill" - Face B: "Too Late, Too Late"                                                                      | 39                        | —                         | —                         | —                         | —                         | Overkill                                                    |
| 1979                                                                             | "No Class" - Face B: "Like a Nightmare"                                                                        | 61                        | —                         | —                         | —                         | —                         | Overkill                                                    |
| 1979                                                                             | "Bomber" - Face B: "Over the Top"                                                                              | 34                        | —                         | —                         | —                         | —                         | Bomber                                                      |
| 1980                                                                             | "Ace of Spades" - Face B: "Dirty Love" - Or                                                                    | 13                        | 96                        | —                         | —                         | 12                        | Ace of Spades                                               |
| 1981                                                                             | "Motörhead" (live) - Face B: "Over the Top" (live)                                                             | 6                         | —                         | 33                        | —                         | —                         | No Sleep 'til Hammersmith                                   |
| 1982                                                                             | "Iron Fist" - Face B: "Remember Me, I'm Gone"                                                                  | 29                        | —                         | —                         | —                         | —                         | Iron Fist                                                   |
| 1982                                                                             | "Go to Hell" - Face B: "Iron Fist"                                                                             | —                         | —                         | —                         | —                         | —                         | Iron Fist                                                   |
| 1983                                                                             | "I Got Mine" - Face B: "Turn You Round Again"                                                                  | 46                        | —                         | —                         | —                         | —                         | Another Perfect Day                                         |
| 1983                                                                             | "Shine" - Face B: "(I'm Your) Hoochie Coochie Man (live)"                                                      | 59                        | —                         | —                         | —                         | —                         | Another Perfect Day                                         |
| 1984                                                                             | "Killed by Death" - Face B: "Under the Knife"                                                                  | 51                        | —                         | —                         | —                         | —                         | No Remorse                                                  |
| 1986                                                                             | "Deaf Forever" - Face B: "On the Road" (live)                                                                  | 67                        | —                         | —                         | —                         | —                         | Orgasmatron                                                 |
| 1987                                                                             | "Eat the Rich" - Face B: "Cradle to the Grave"                                                                 | —                         | —                         | —                         | —                         | —                         | Rock 'n' Roll                                               |
| 1987                                                                             | "Rock 'n' Roll" - Face B: "Cradle To The Grave"                                                                | —                         | —                         | —                         | —                         | —                         | Rock 'n' Roll                                               |
| 1990                                                                             | "The One to Sing the Blues" - Face B: "Dead Man's Hand"                                                        | 45                        | —                         | —                         | —                         | —                         | 1916                                                        |
| 1991                                                                             | "No Voices in the Sky" - Face B: "Eagle Rock"                                                                  | —                         | —                         | —                         | —                         | —                         | 1916                                                        |
| 1992                                                                             | "Hellraiser" - Face B: "You Better Run"                                                                        | —                         | —                         | —                         | —                         | —                         | March ör Die                                                |
| 1993                                                                             | "Don't Let Daddy Kiss Me" - Face B: "Born to Raise Hell / Death or Glory"                                      | —                         | —                         | —                         | —                         | —                         | Bastards                                                    |
| 1994                                                                             | "Born to Raise Hell " (Radio Edit) with Whitfield Crane & Ice-T - Face B: "Born to Raise Hell" (album version) | 47                        | —                         | —                         | 45                        | —                         |                                                             |
| 1995                                                                             | "Sacrifice" - Face B: "Fade to Plan"                                                                           | —                         | —                         | —                         | —                         | —                         | Sacrifice                                                   |
| 1996                                                                             | "I Don't Believe a Word" (Single Edit) - Face B: "I Don't Believe a Word" (album version)                      | —                         | —                         | —                         | —                         | —                         | Overnight Sensation                                         |
| 2000                                                                             | "God Save the Queen (chanson)" - Face B: "One More Fucking Time"                                               | 93                        | —                         | —                         | —                         | —                         | We Are Motörhead                                            |
| 2002                                                                             | "Shout Your Mouth" (promo) - Face B: —                                                                         | —                         | —                         | —                         | —                         | —                         | Hammered                                                    |
| 2005                                                                             | "Whorehouse Blues" - Face B: "killers"                                                                         | —                         | —                         | —                         | —                         | —                         | Inferno                                                     |
| 2006                                                                             | "God Was Never On Your Side" - Face B: "Trigger"                                                               | —                         | —                         | —                         | —                         | —                         | Kiss of Death                                               |
| 2008                                                                             | "Rock Out" - Face B: ""                                                                                        | —                         | —                         | —                         | —                         | —                         | Motörizer                                                   |
| 2010                                                                             | "Get Back in Line" - Face B: "Ace Of Spades (Acoustic Version)"                                                | —                         | —                         | —                         | —                         | —                         | The Wörld is Yours                                          |
| 2013                                                                             | "Crying Shame" (Radio Edit) - Face B: "Crying Shame" (Album Version)                                           | —                         | —                         | —                         | —                         | —                         | Aftershock                                                  |
| 2015                                                                             | "Electricity" - Face B: —                                                                                      | —                         | —                         | —                         | —                         | —                         | Bad Magic                                                   |
| 2015                                                                             | "Thunder & Lightning" - Face B: "Electricity"                                                                  | —                         | —                         | —                         | —                         | —                         | Bad Magic                                                   |
| 2018                                                                             | Heroes" - Face B: "Heroes" (Wacken Family Choir)                                                               | —                         | —                         | —                         | —                         | —                         | Under Cöver                                                 |
| 2019                                                                             | "Rockaway Beach" - Face B: "R.A.M.O.N.E.S." (live at Wacken)                                                   | —                         | —                         | —                         | —                         | —                         | Under Cöver                                                 |
| "—" indique que le single n'entra pas dans les classements musicaux de ces pays. | |                           |                           |                           |                           |                           |                                                             |

## Vidéographie
- 1982 : Live In Toronto - Castle Hendering (VHS)
- 1984 : Another Perfect Day EP (VHS)
- 1985 : Birthday Party (VHS)
- 1986 : Deaf Not Blind (VHS)
- 1988 : EP (VHS)
- 1991 : Everything louder Than Everything Else (VHS)
- 2001 : 25 and Alive Boneshaker - Steamhammer - SPV (DVD)
- 2002 : Motörhead EP (DVD)
- 2002 : The Best of Motörhead (DVD)
- 2003 : The Special Edition EP (DVD)
- 2004 : Everything Louder Than Everything Else (Live 1991) (DVD)
- 2005 : Stage Fright (Live 2004) (DVD)
- 2010 : Lemmy The Movie (DVD)
- 2011 : The Wörld Is Ours - Vol. 1 - Everywhere Further Than Everyplace Else (DVD)
- 2012 : The World Is Ours - Vol.2 - Anyplace Crazy As Anywhere Else (DVD)
- 2016 : Clean Your Clock (DVD)